# Биггс, Ронни
Ронни Биггс (полное имя Роналд Артур Биггс; англ. Ronald Arthur Biggs; 8 августа 1929, Ламбет, Лондон — 18 декабря 2013, Лондон) — британский грабитель, совершивший одно из самых крупных в истории ограблений (Великое ограбление поезда).

## Биография
Ранним утром 8 августа 1963 года Биггс в составе банды из 15 человек ограбил почтовый поезд Глазго — Лондон, украв 2,6 миллиона фунтов стерлингов (что эквивалентно сегодняшним 40 миллионам фунтов стерлингов, или 67 миллионам долларов). Вскоре Биггс был пойман и приговорён к 30 годам тюремного заключения, однако уже 7 июля 1965 года он сбежал из тюрьмы Уандсворт и улетел в Париж, где изменил внешность, сделав пластическую операцию, и оформил документы на новое имя.
В конце 1965 года Биггс улетел в Австралию, куда вскоре прибыла и его семья — жена и двое детей. В 1967 году у них родился третий ребёнок.
В конце 60-х Ронни Биггс был вынужден покинуть Австралию, поскольку стало известно, что полиция узнала о его местонахождении. Он оставил семью в Мельбурне и отбыл на корабле в Панаму, откуда ещё через две недели улетел в Рио-де-Жанейро.
В 1971 году Биггс узнал о том, что в автокатастрофе погиб его старший сын Ники. В Бразилии же он завёл новую семью, и по законам этой страны стал неуязвим для британской полиции, поскольку человек, у которого есть собственные дети, родившиеся в Бразилии, не может быть экстрадирован в другую страну.
В 1981 году Биггс был похищен и перевезён на Барбадос. Похитители надеялись получить вознаграждение от британских властей за поимку грабителя, однако выяснилось, что между Барбадосом и Великобританией нет соглашения об экстрадиции преступников, и Биггса отправили обратно в Бразилию.
Он остался неуязвим для сыщиков даже несмотря на то, что несколько раз ненадолго возвращался в Великобританию, где участвовал в создании документального фильма об ограблении 1963 года.
Также Биггс снимался в рекламе и участвовал в записи песен совместно с разными музыкантами, например, с «Sex Pistols».
7 мая 2001 году Биггс добровольно вернулся на родину, где был арестован. За несколько лет, что он провёл в тюрьме, его состояние сильно ухудшилось, и 6 августа 2009 года министр юстиции Великобритании Джек Стро объявил, что Биггс будет отпущен на свободу «из соображений гуманности».
В возрасте 84 лет Ронни Биггс скончался. Об этом 18 декабря 2013 года со ссылкой на его пресс-секретаря сообщило Reuters.

## Экранизации
- «Die Gentlemen bitten zur Kasse» (1966) — трёхсерийный фильм-ограбление, снятый по заказу немецкого телевидения. Роль Биггса сыграл Хорст Тапперт.
- «Prisoner of Rio» (1988), сценарий для которого написал сам Ронни Биггс.
- «Бастер» (1988) повествует о легендарном ограблении, но главная роль отдана сообщнику Биггса Бастеру Эдвардсу.
- «Миссис Биггс» (2012) — пятисерийный фильм-драма по заказу британской телевизионной корпорации ITV. Фильм рассказывает о жизни первой жены Биггса Чармейн. Сценарий был написан совместно с Чармейн Биггс, она же снялась в эпизодической роли в одной из серий.
- «Великое ограбление поезда» (2013) — британский мини-сериал.
- Упоминается в первой серии третьего сезона научно-фантастического сериала «Доктор Кто».